# The Pros and Cons of Hitch Hiking
The Pros and Cons of Hitch Hiking er et konceptalbum af den engelske musiker Roger Waters. Nogle nævneværdige personer der hjalp Waters under indspilningen af albummet var Michael Kamen (dirigent), Jack Palance (skuespiller), David Sanborn (saxofonist) og Eric Clapton (guitarist). Albummet blev tildelt guld af Recording Industry Association of America (RIAA) i april 1995.